# HD 173928
HD 173928，又名BD-18 5079，SAO 161848、HR 7072，是一颗恒星，视星等为6.47，位于銀經15.98，銀緯-7.79，其B1900.0坐标为赤經18h 42m 53.7s，赤緯-18° -7.79′ 42″。